# Renault R312
De Renault R312 is een bustype, dat werd geproduceerd door de Franse busfabrikant Renault V.I. van 1987 tot 1996. De bus is de opvolger van de Renault SC10 en werd in 1995 vervangen door de Renault Agora.
De R312 staat voor:
- R; Renault
- 3; 3-deurs (de meeste bussen zijn ook uitgevoerd in 3-deurs)
- 12; lengte van de bus, 12 meter

## Geschiedenis
Eind jaren zeventig was Renault op zoek naar een lagevloerbus om de Renault SC10 te kunnen vervangen. Hierbij kwam men uit op een bus met een vloerhoogte van 550 mm. De eerste prototypes werden in 1985 voorgesteld als een bus die over de gehele vloer vlak is. Deze prototypes kwamen, zoals meestal het geval is bij de bussen van Renault, terecht bij RATP.
Om de vloer lager te kunnen maken werd de bus iets verlengd en werd de motor achter in de bus in een soort koffer geplaatst. Hierdoor kon ook achterin een plateau gecreëerd worden.
In 1987 kwam de R312 in productie. In totaal werden er 4.000 exemplaren geproduceerd, waarvan er 1.597 geleverd werden aan de RATP.

## Inzet
In Nederland is deze bus niet geleverd, maar de bus komt wel voor in onder andere België en Frankrijk. In België werd de bus alleen ingezet bij TEC die in totaal 315 exemplaren in dienst nam. Echter was in België de voorwaarde dat de bussen in België geassembleerd zouden worden. Dit gebeurde bij EMI in Aubange. Deze opdracht werd onder veel protest van onder andere Van Hool uitgevoerd.
Met ongeveer 1597 stuks was RATP de grootste afnemer van de R312.